# بخش گرین (شهرستان مونرو، اوهایو)
بخش گرین (به انگلیسی: Green Township) یک منطقهٔ مسکونی در ایالات متحده آمریکا است که در شهرستان مونرو، اوهایو واقع شده‌است. بخش گرین ۷۱٫۷ کیلومتر مربع مساحت و ۴۴۷ نفر جمعیت دارد و ۳۱۵ متر بالاتر از سطح دریا واقع شده‌است.